# برومتالین
برومتالین (به انگلیسی: Bromethalin) با فرمول شیمیایی C۱۴H۷Br۳F۳N۳O۴ یک ترکیب شیمیایی با شناسه پاب‌کم ۴۴۴۶۵ است؛ که جرم مولی آن ۵۷۷٫۹۳ g/mol می‌باشد.